# الألعاب الشعبية في العمارة

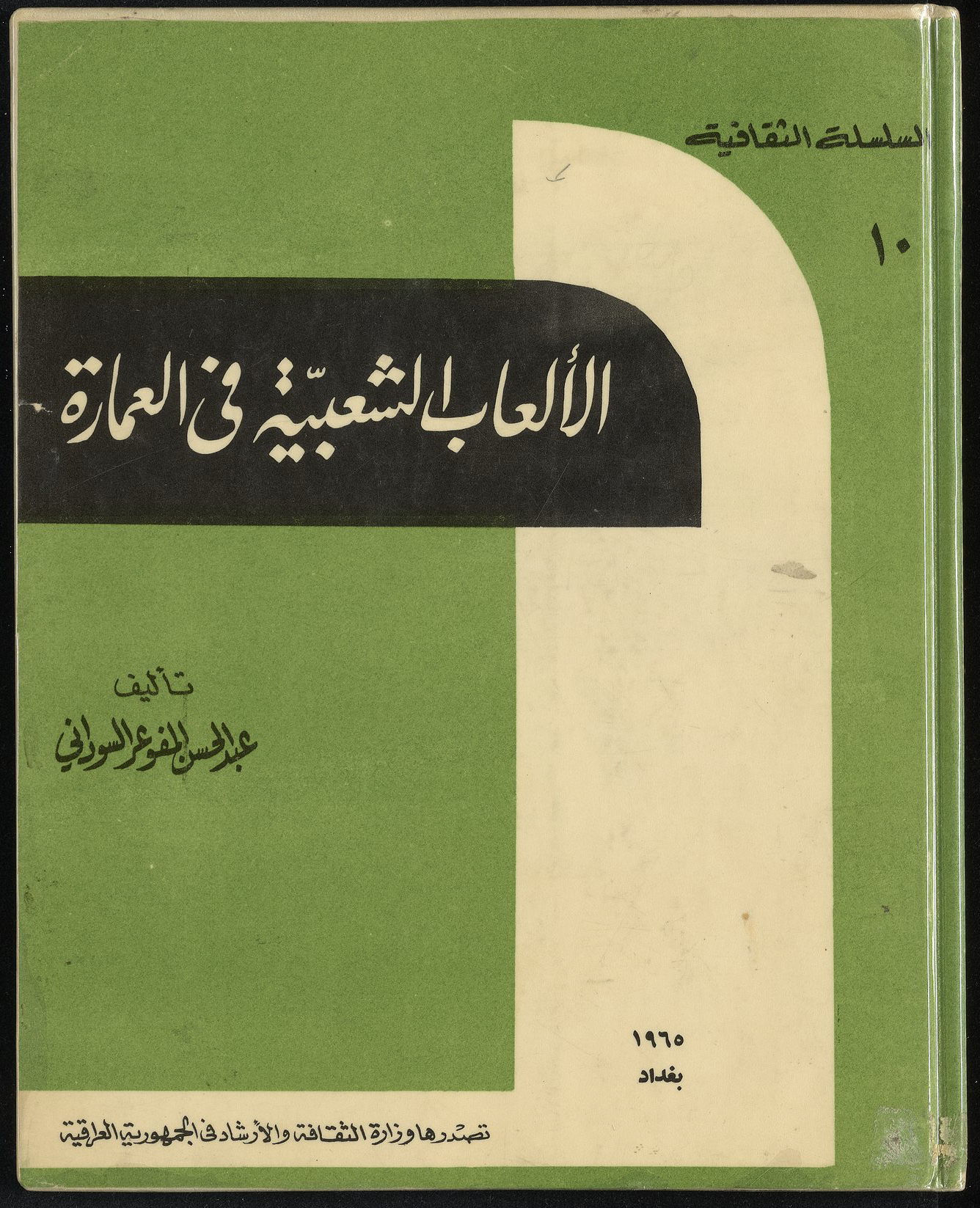
كتاب الألعاب الشعبية في العمارة

الألعاب الشعبية في العمارة أحد الكتب النادرة في الأدب الشعبي في جنوب العراق، ألَّفه الشاعر عبد الحسن المفوعر السوداني، سنة 1965م، يقع الكتاب ب84 صفحة مع مقدِّمة وثلاثة ملاحق، اسْتُهِلَّ الكتاب بمقدِّمة قصيرة لعامر رشيد السامرائي، والكتابُ في مُجملهِ مُحاولة لتسجيل بعض مظاهر الحياة الشعبية في محافظة ميسان جنوب العراق وخاصةً ألعاب الأطفال، ومميزات الكتاب أنَّ مؤلِّفَه نَشَأَ في الريف وترعرع بين أحضانه مِمَّا سَهّلَ من ملُاحظته ودِقّة معلوماته في كتابه، ومصادر كتابه أكثرَها عن طريق المُشافهة والمُلاحظة، والسَّمَاع، رغم أنه لاحقًا عاش في المدينة ولكنَّه كان في تواصل مع الريف وأهل الريف، وقد دوَّن المؤلف تلك الألعاب واصفًا لحركاتها وما يُصاحبُها من أغانٍ أو مقطوعاتٍ مُنغَّمةٍ، وقد يُضمِّن الألعاب -التي يُوردها- أبياتًا من الشِّعر الشعبيّ، ويصف كتابَه كيفيّة أداء اللعبة مع معلوماتٍ غزيرة ووافية، ويُلاحظ اهتمامه الملحوظ في تَشْكِيْل الكلمات وخاصة أسماء الألعاب كونها ألفاظ شعبية.

## محتوى الكتاب
ابتدأ المؤلِّف بأول فقرة من كتابه وهي:
1- ابْذَاكْ الصُوبْ المعيَّلْ عُوَه الواوي.
وانتهى بفقرة:
107- يوليد غرگان.    (بالكاف الفارسية)
وألحق كتابه بملاحق ثلاثة:
الملحق الأول: ألغاز الأطفال. وعددها: 31 لغزًا.
الملحق الثاني: في المغالطات اللفظية. بثماني عشرة فقرة.
الملحق الثالث: الألفاظ عند الرجال.  بثمان وعشرين فقرة.

## طبعات الكتاب
طُبع الكتابُ مرةً واحدة في بغداد، بعناية وزارة الثقافة والارشاد –آنذاك- سنة 1965م.